# Итараре
Итараре (порт. Itararé) — муниципалитет в Бразилии, входит в штат Сан-Паулу. Составная часть мезорегиона Итапетининга. Входит в экономико-статистический микрорегион Итапева. Население составляет 50 038 человек на 2006 год. Занимает площадь 1003,576 км². Плотность населения — 49,9 чел./км².

## История
Город основан 28 августа 1893 года.

## Статистика
- Валовой внутренний продукт на 2003 составляет 266 054 399,00 реалов (данные: Бразильский институт географии и статистики).
- Валовой внутренний продукт на душу населения на 2003 составляет 5492,45 реала (данные: Бразильский институт географии и статистики).
- Индекс развития человеческого потенциала на 2000 составляет 0,732 (данные: Программа развития ООН).

## География
Климат местности: субтропический. В соответствии с классификацией Кёппена, климат относится к категории Cfa.

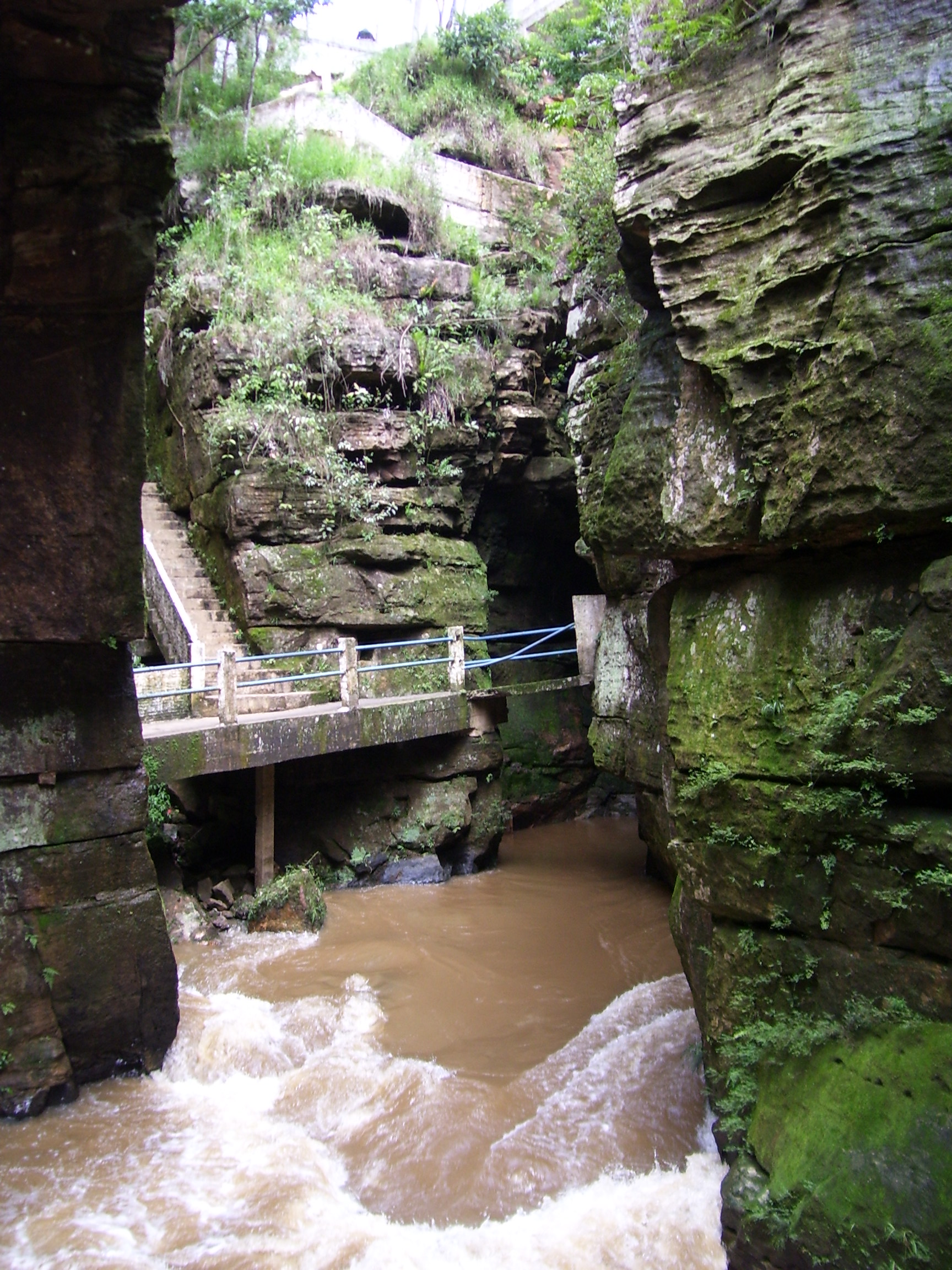